# Góry Sowie
Les Góry Sowie (littéralement « monts des Hiboux » ; allemand : Eulengebirge, tchèque : Soví hory) sont une chaîne de montagnes dans les Sudètes centrales, dans le Sud-Ouest de la Pologne. Ils se trouvent entre la région historique de Basse-Silésie et le pays de Kłodzko. Ce massif comprend une zone protégée appelée parc paysager des monts des Hiboux (Park Krajobrazowy Gór Sowich). 

## Sommets principaux
- Wielka Sowa, 1 015 m
- Mała Sowa, 972 m
- Kalenica, 964 m
- Słoneczna, 949 m
- Grabina, 943 m
- Kozia Równia, 930 m
- Rymarz, 913 m
- Sokolica, 913 m
- Żmij, 887 m
- Sokół, 857 m
- Popielak, 856 m
- Malinowa, 839 m

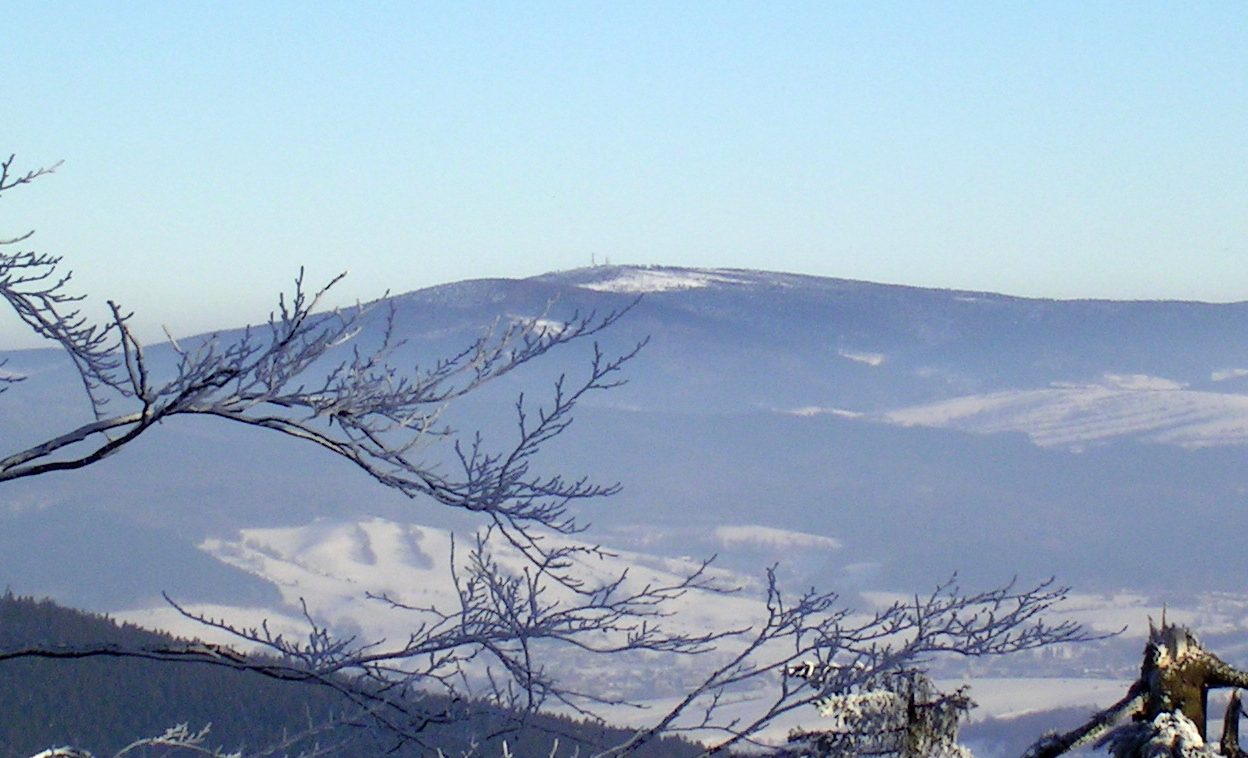
Vue de la Wielka Sowa depuis Waligóra
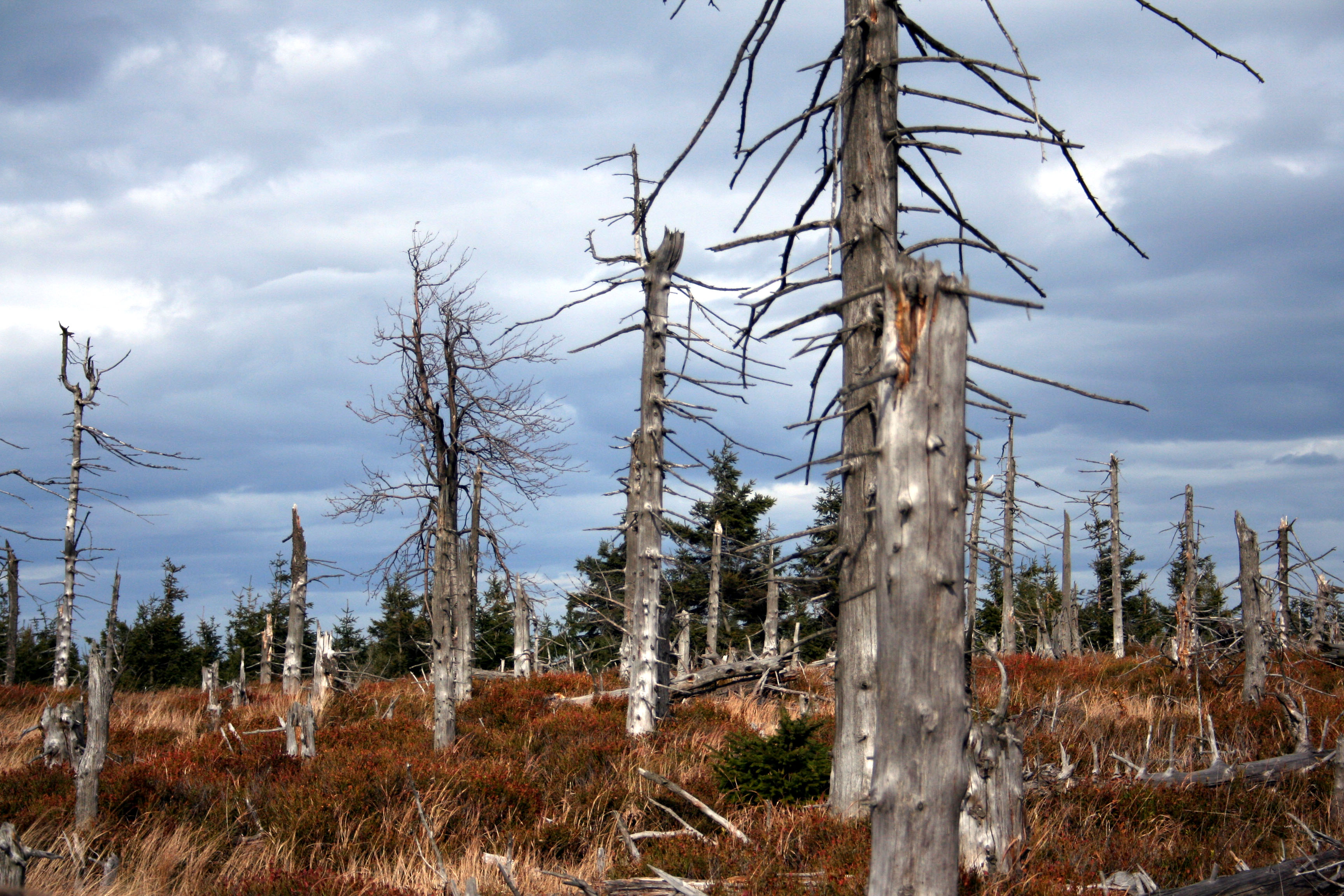
Forêt morte sur le sommet de la Wielka Sowa
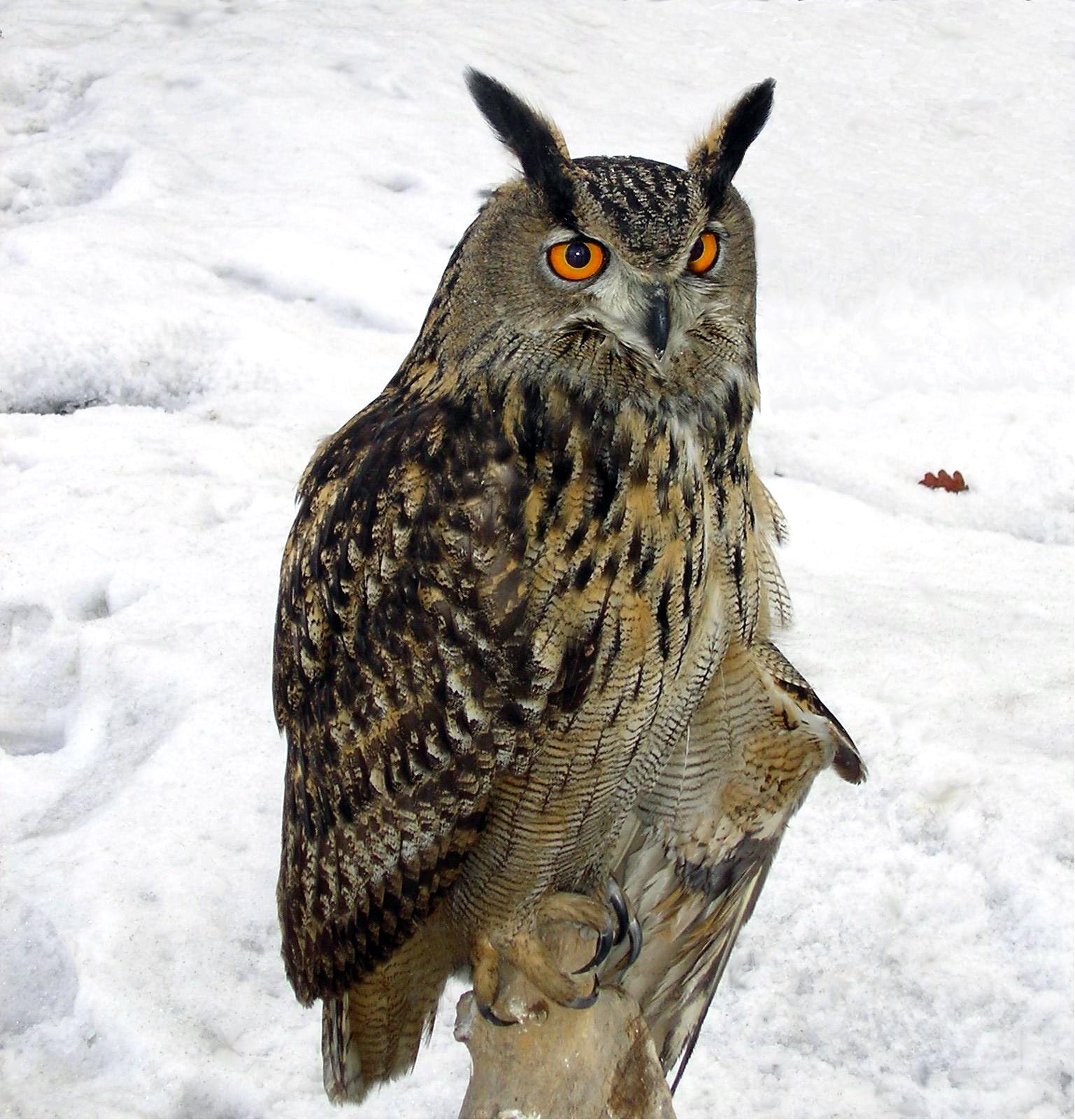
Hibou grand-duc